# René Walther
René Walther (* 8. März 1928 in Basel) ist ein Schweizer Bauingenieur. Bis 1995 war er ordentlicher Professor an der École Polytechnique Fédérale de Lausanne.

## Leben
Walther war der Sohn eines Maschineningenieurs und studierte Bauingenieurwesen an der ETH Zürich mit dem Diplom 1952, forschte an der Eidgenössischen Materialprüfungsanstalt über Tragverhalten von Beton und studierte ab 1955 an der Lehigh University, an der er 1957 promoviert wurde. Danach war er bis 1959 Ingenieur bei der Losinger AG in Bern. 1959 wurde er von Fritz Leonhardt an die Technische Hochschule Stuttgart geholt, wo er Leiter der Abteilung Stahl und Beton im Otto-Graf-Institut (1963) und Honorarprofessor der Abteilung Bauingenieur- und Vermessungswesen wurde. 1963 gründete er mit Hans Mory das Ingenieurbüro Walther, Mory, Maier in Basel und 1975 wurde er Professor für Betonkonstruktionen an der École Polytechnique Fédérale de Lausanne (EPFL) und war Direktor des Instituts für Stahl- und Spannbeton. 1995 wurde er emeritiert.

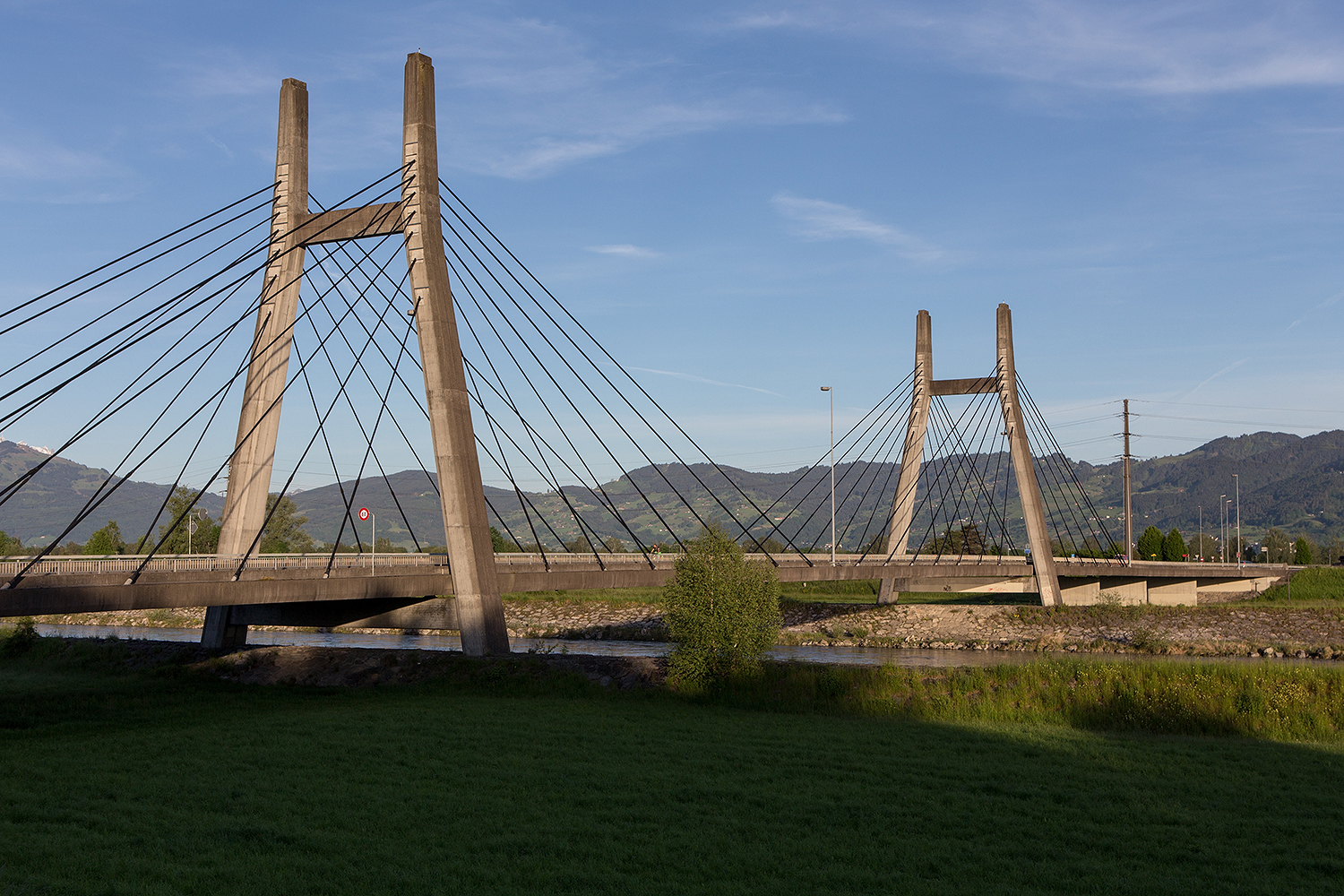
Rheinbrücke Diepoldsau

Er befasste sich besonders mit Schrägseilbrücken (die Rheinbrücke Diepoldsau von 1985  wurde von ihm konstruiert und 1986 die Rhonebrücke Saint-Maurice) und seine Forschung auf diesem Gebiet ermöglichte den Bau moderner Schrägseilbrücken mit schlanken Längsträgern. Zusammen mit und für Fritz Leonhardt führte er zahlreiche Versuche zum Stahlbeton in Stuttgart aus. Er entwarf und baute mit dem Fussgängersteg Birchweid eine der ersten Spannbandbrücken. Zu seinen Projekten gehörte die Tiefgarage des Kantonsspitals Basel (1972 bis 1974) und der Papierturm des Schweizer Pavillons der Weltausstellung in Sevilla 1992.
Er schrieb ein einführendes Lehrbuch über Stahlbetonbau für Architekten und Monographien über Schrägseilbrücken. Zudem hielt er Vorlesungen über die Gestaltung von Brücken und Spannbeton. Ab 1989 gab er die Reihe Traité de génie civil de l'Ecole polytechnique fédérale de Lausanne heraus. 2005 erhielt er den Fritz-Leonhardt-Preis, 1994 die Freyssinet-Medaille und 1993 die Emil-Mörsch-Denkmünze. 2001 wurde er Ehrendoktor der Universität Stuttgart.

## Schriften
- Construire en Béton, Synthese pour architectes,  Lausanne : Presses Polytechniques et Universitaires Romandes, 1993
  - Deutsche Übersetzung: Bauen mit Beton, Ernst und Sohn 1997
- Cable stayed bridges, London: Telford, 2. Auflage 1999[2]
- mit B. Houriet, W. Isler, P. Moïa: Ponts haubanés, 1985
- mit Paul Missbauer: Schrägseilbrücken, Düsseldorf, Beton-Verlag 1994
- mit Fritz Leonhardt, O. Vogler: Torsions- und Schubversuche an vorgespannten Hohlkastenträgern, Berlin: Ernst und Sohn 1968
- mit Fritz Leonhardt, Walter Dilger: Schubversuche an indirekt gelagerten, einfeldrigen und durchlaufenden Stahlbetonbalken, Berlin: Ernst und Sohn 1968
- mit Fritz Leonhardt: Wandartige Träger, Berlin: Ernst und Sohn 1966
- mit Fritz Leonhardt: Schubversuche an Durchlaufträgern, Berlin, Ernst und Sohn 1964
- mit Fritz Leonhardt: Schubversuche an Plattenbalken mit unterschiedlicher Schubbewehrung, Berlin, Ernst und Sohn 1963